# 穆罕默德·阿里·拉马扎尼·达斯塔克
穆罕默德·阿里·拉马扎尼·达斯塔克（波斯語：محمدعلی رمضانی；1963年4月23日—2020年2月29日），伊朗政治家、軍事人物。
達斯塔克曾以伊斯蘭革命衛隊上校的軍階參加兩伊戰爭，並在戰爭中負傷。2007年自軍中退役。他於2020年伊朗議會選舉中當選伊斯蘭議會議員，但尚未就任，他就於2020年2月29日因病去世。當時正值伊朗爆發2019冠狀病毒病疫情，有伊朗媒體聲稱他死於2019冠狀病毒病，但隨後被伊朗政府否認，伊朗政府聲稱他死於流行性感冒。